# Takeharu Kunimoto
Takeharu Kunimoto (国本武春, Kunimoto Takeharu), né le 1er novembre 1960 et mort le 24 décembre 2015, est un éminent joueur japonais de shamisen et chanteur du genre rōkyoku.
En plus de jouer et enregistrer de la musique japonaise traditionnelle, il est aussi le seul joueur de shamisen de premier plan à jouer et enregistrer de la bluegrass. Il passe un certain temps au début des années 2000 à l'East Tennessee State University (en) de Johnson City dans le Tennessee. Il joue et enregistre également dans un style influencé par le rock.
À l'âge de 14 ans Takeharu assiste à un concert de Bill Monroe à Tokyo et lui serre la main ce qui encourage Takeharu à jouer du bluegrass.

## Discographie
Contribution
- The Rough Guide to the Music of Japan (1999, World Music Network (en))

### Video
- Video de Tai Tai Zukushi